# РДС-6с

Огненное облако взрыва РДС-6с

РДС-6с — первая советская водородная бомба. Первое в мире ядерное взрывное устройство с использованием термоядерной энергии, изготовленное в виде бомбы, пригодной к практическому военному применению. Согласно зарубежной классификации, её относят не к водородным бомбам, а к атомным бомбам с термоядерным усилением (бустированием). Очевидно, что идея бустинга является ближайшей родственницей идеи слоёного ядерного заряда с термоядерным усилением. Так, например, в Великобритании оба типа таких зарядов назывались бустированными ядерными зарядами (см. Orange Herald), только в одном случае — зарядами с бустированием ядра, а в другом случае — зарядами с бустированием темпера.
Это не был термоядерный заряд в современном понимании. Дело в том, что заряд можно считать термоядерным, если больше половины энергии при его взрыве выделяется за счёт термоядерных реакций слияния ядер изотопов водорода — дейтерия и трития, а не за счёт реакций деления ядер урана или плутония. С этой точки зрения «слойка Сахарова» была атомным зарядом с так называемым термоядерным усилением, дававшим поток нейтронов, которые способствовали делению ядер урана-238. Это позволило повысить мощность заряда до 400 килотонн.
Разработана группой учёных под руководством А. Д. Сахарова и Ю. Б. Харитона. Работы по созданию бомбы начались в 1950 году. Испытана на Семипалатинском полигоне 12 августа 1953 года.

## Конструкция
РДС-6с — одноступенчатая ядерная бомба с термоядерным усилением имплозивного типа. Заявленная мощность могла достигать 500 кт, при испытаниях была получена мощность 400 кт КПД — 15—20 %. В общем выделении энергии на долю синтеза пришлось 15—20 %.
Испытанная РДС-6с считалась экспериментальной моделью. Расчеты показывали вероятным получение мощности в 700 килотонн и более, при использовании в разработанной конструкции большего количества трития и урана-235.
Хотя РДС-6с и была заявлена как первая в мире водородная бомба, пригодная к практическому военному применению, она содержала значительное количество трития, и поэтому стоимость заряда была очень велика, а сам он имел сравнительно ограниченную живучесть по сроку годности (около полугода), из-за чего возможность её использования в ядерном арсенале СССР была практически исключена. Для одной бомбы РДС-6с требовалось 1200 г трития. Для получения такого количества изотопа был нужен почти год работы комплекса ядерного реактора «АИ» с плановым годовым объёмом производства 1500 г трития, и дорогостоящие работы комбината 817 по выделению трития из облученных блоков. Поэтому в дальнейшем бомба была модернизирована, в её бестритиевый вариант — бомбу РДС-27. В её заряде вместо очень дорогого, труднодоступного и подверженного радиоактивному распаду трития был использован только стабильный дейтерид лития-6. Мощность взрыва созданной таким образом РДС-27 при испытаниях составила 250 кт (6 ноября 1955 года).
Вариант конструкции в СССР предложил А. Д. Сахаров, как гетерогенную конструкцию из чередующихся слоёв лёгкого вещества (дейтерий, тритий и их химические соединения) и тяжёлого (238U), названную им «слойкой».
Ранее подобные идеи предлагались в США в 1946 году Э. Теллером. Эта информация была передана сотрудничающими с советской разведкой агентами, и в частности К. Фуксом. «Alarm Clock» представлял собой слоеную термоядерную бомбу, обжимаемую взрывчаткой. В «Alarm Clock» только небольшая часть выделения энергии получалась в термоядерных реакциях. Подобно проекту «Booster», термоядерные реакции в «Alarm Clock», в основном, усиливали процесс деления. Этому устройству мог потребоваться в 2-3 раза более мощный инициирующий взрыв, чем давало устройство «Fat Man», то есть 40-60 кт. Теоретические работы по «Alarm Clock» продолжались от момента появления идеи в 1946 г. до конца 1947 г. В сентябре 1947 г. Теллер предложил использовать в качестве термоядерного горючего в «Alarm Clock» дейтерид лития-6. Использование дейтерида лития сильно упрощало проблему, связанную с производством трития, которое ограничивало в то время возможности развития термоядерного оружия. Однако оно требовало использования обогащенного по изотопу Li-6 материала и не решало проблем зажигания. Компьютерные расчеты первоначальной конфигурации «Alarm Clock» были завершены в 1953—1954 гг. и показали, что устройство с большим выделением энергии в этом виде было бы неработоспособно. Наиболее успешные расчеты того времени показали, что для получения энерговыделения в 10 Мт количество ВВ в устройстве должно было составлять от 40 т до 100 тонн.

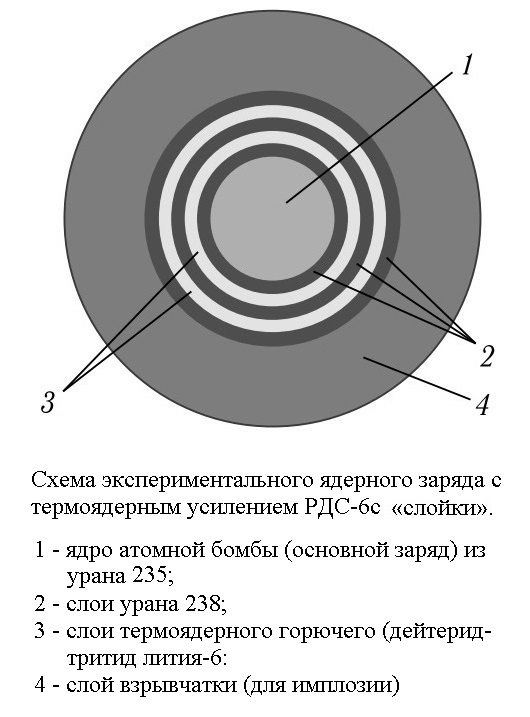
Схема РДС-6с

Поэтому от создания такого заряда в США отказались, признав идею «слойки» тупиковой.. Одним из факторов, повлиявших на это, были ограниченные возможности масштабирования выделения энергии, другим являлся фундаментальный фактор — возможное развитие неустойчивостей при имплозии слоёной системы на начальной стадии её горения.
Осенью 1948 г. А. Д. Сахаров, впервые ознакомившись со схемой и устройством атомной бомбы РДС-1, независимо от Эдварда Теллера, пришел к идее гетерогенной схемы с чередующимися слоями из дейтерия и U-238 («слойка»). Для увеличения доли «сгоревшего» дейтерия Сахаров предложил окружить дейтерий оболочкой из обычного природного урана, который должен был замедлить разлет, а главное — существенно повысить концентрацию, плотность и температуру дейтерия. При температуре, возникающей после взрыва атомной бомбы-запала, окружающее вещество оказывается практически полностью ионизованным. При этом урановая оболочка, плотность которой в 12 раз больше плотности обычной взрывчатки, более чем в 10 раз повышает концентрацию дейтерия, а следовательно, и повышает скорость термоядерной реакции. Такой способ увеличения термоядерной реакции в «слойке» сотрудники Сахарова назвали «сахаризацией». Рост скорости dd-реакции приводит к заметному образованию трития, который тут же вступает в термоядерную реакцию с дейтерием, с сечением, в 100 раз превышающим сечение dd-реакции, и в 5 раз большим выделением энергии. Под действием образующихся при этом быстрых нейтронов, появляющихся в dt-реакции, ядра урановой оболочки хорошо делятся и существенно увеличивают мощность взрыва. Именно поэтому в качестве оболочки был выбран природный уран, а не любое другое тяжёлое вещество (например, свинец).
Точное количество слоев и их размеры засекречены. Предположительно, в РДС-6 было, как минимум, два слоя легких элементов, окруженных слоями урана-238. В центре РДС-6 был применен так называемый основной заряд (центральное ядро), атомный заряд деления из урана-235, точный вес и размеры которого также засекречены. Из рассекреченных данных стало известно, что мощность взрыва основного заряда была около 50 кт. Ритус В. И. пишет, что тритий использовался не только в первом, но и во втором легком слое, за счёт чего удалось достичь выделения энергии больше, чем рассчитывали. Основной (центральный) заряд сферически симметричный, первоначально планировался составным (композитным), изготовленным из плутония (внутренний слой) и урана-235 (наружный слой). Опасаясь преждевременного ядерного взрыва, ещё до достижения нужной степени сжатия, ряд советских ученых-бомбоделов предложили изготовить основной (центральный) заряд не составным (композитным), а только из урана −235.
Устройство представляло собой систему из чередующихся слоёв термоядерного материала (дейтерид-тритид лития и дейтерид лития) и урана с различным содержанием изотопа U-235 и обеспечивало их газодинамическую имплозию. Непосредственно к основному(центральному) заряду примыкает слой дейтерида-тритида лития-6, далее природный уран (вероятно с повышенным содержанием изотопа U-235), затем снова слой дейтерида-тритида лития-6, далее природный уран. Точные массо-габаритные данные и состав материалов РДС-6с будут секретны всё время действия договоров о нераспространении ядерного оружия, то есть, предположительно, всегда.
Первоначально термоядерным (или, по зарубежным классификациям, бустированным ядерным) зарядом типа РДС-6с предполагалось оснастить МБР Р-7. При этом было необходимо исключить применение в этом заряде дейтерида-тритида лития из-за дефицитности трития и существенного ухудшения эксплуатационных характеристик заряда в случае использования трития. Также было необходимо увеличить энерговыделение заряда.
Оценки показали, что заряд типа РДС-6с с требуемой мощностью будет иметь чрезмерно большие габариты и массу. Поэтому было принято решение исследовать возможность увеличения мощности заряда РДС-6с в его бестритиевом варианте за счёт применения значительной массы делящихся материалов. Этому заряду было присвоено обозначение РДС-6сД.
В. И. Ритус пишет, что после успешного испытания РДС-6с А. Д. Сахаров ради повышения втрое концентрации ионизационно сжатого дейтерия предложил использовать вместо Li6D газообразный молекулярный дейтерий D2, сжатый до 150 атмосфер. В слое газообразного дейтерия предполагалось поместить мелкие кусочки или тонкие пластинки из лития-6, чтобы при облучении нейтронами при взрыве запала получать тритий. Ядра трития благодаря большому пробегу будут вылетать из тонких кусков лития-6 и, попадая в атмосферу нагретого дейтерия, будут вступать с ним в термоядерную реакцию (см. документ № 40 в)).
Этот предложенный А. Д. Сахаровым вариант «изделия» под именем РДС-6сД был одобрен Советом Министров для разработки и испытания в 1954 г. Постановление правительства СССР, как писал А. Д. Сахаров в своих «Воспоминаниях», «обязывало ракетчиков разработать под этот заряд межконтинентальную баллистическую ракету». Однако проведенные подробные расчеты показали, что энерговыделение нескольких различных предложенных вариантов РДС-6СД оказалось ниже ожидаемого. «Экзотическое» изделие не оправдало надежд и после многочисленных и драматических обсуждений с высоким начальством (В. А. Малышев, Б. Л. Ванников, А. П. Завенягин, И. В. Курчатов) планы его разработки были отменены.
В ходе разработки постепенно становилось ясным, что на пути использования физической схемы заряда РДС-6с не может быть решена проблема создания высокоэффективного термоядерного заряда необходимой мощности.

## Разработка
С 1942 года И. В. Курчатов получал разведывательную информацию о ведущихся в США исследованиях возможности создания «супербомбы».
Из советских учёных Я. И. Френкель первым обратил внимание на то, что «представляется интересным использовать высокие — миллиардные — температуры, развивающиеся при взрыве атомной бомбы, для проведения реакций синтеза (например, образование гелия из водорода), которые являются источником энергии звезд и которые могли бы ещё более повысить энергию, освобождаемую при взрыве основного вещества». В 1945 году он изложил эту идею в докладной записке на имя Курчатова.
Курчатов поручил Ю. Б. Харитону совместно с И. И. Гуревичем, Я. Б. Зельдовичем и И. Я. Померанчуком рассмотреть вопрос о возможности освобождения энергии лёгких элементов. Свои соображения по данной проблеме они доложили 17 декабря 1945 года на заседании Технического совета Специального комитета при СНК СССР. Докладчиком был Я. Б. Зельдович. В его докладе подтверждалась принципиальная возможность возбуждения ядерной детонации в цилиндре с дейтерием.
28 сентября 1947 года в Лондоне К. Фукс сообщил советскому разведчику А. С. Феклисову о том, что в США активно работают над созданием водородной бомбы и описал некоторые конструкционные особенности этой бомбы и принципа её работы. 13 марта 1948 года состоялась вторая встреча К. Фукса с А. С. Феклисовым, на которой К. Фукс передал экспериментальные данные, которые содержали очень важную информацию о величине сечений некоторых ядерных реакций, необходимую для расчетных оценок возможности термоядерной детонации.
20 апреля 1948 года руководство МГБ СССР направило русский перевод материалов К. Фукса И. В. Сталину, В. М. Молотову, Л. П. Берии.
10 июня 1948 года было принято постановление Совета министров СССР № 1989—733 «О дополнении плана работы КБ-11», в котором ставилась задача проверить возможность создания водородной бомбы, которой был присвоен индекс РДС-6. В этот же день было принято и постановление СМ СССР № 1990—774, предписывающее создать специальную теоретическую группу под руководством члена-корреспондента АН СССР И. Е. Тамма.
Входивший в группу И. Е. Тамма А. Д. Сахаров в сентябре-октябре 1948 года задумался над альтернативным решением проблемы и начал рассматривать возможность осуществления комбинированной бомбы, в которой дейтерий используется в смеси с ураном-238 в виде чередующихся слоев. Эта схема получила название «слойка». После этого разработка бомбы пошла по двум направлениям: «слойка» (РДС-6с), которая подразумевала атомный заряд, окружённый несколькими слоями лёгких и тяжёлых элементов, и «труба» (РДС-6т), в которой плутониевая бомба погружалась в жидкий дейтерий. США разрабатывали похожие схемы. Например, схема «Alarm clock», которая была выдвинута Эдвардом Теллером, являлась аналогом «сахаровской» слойки, но она никогда не была реализована на практике. А вот схема «Труба», над которой так долго работали учёные, оказалась тупиковой идеей. После испытания первой советской атомной бомбы РДС-1 основные усилия сконцентрировались на варианте «Слойка».
В 1949 году, после успешного испытания первой советской атомной бомбы, американцы форсировали программу наращивания своих стратегических ядерных сил. 31 января 1950 года президент США Г. Трумен выступил с заявлением, провозгласив, что он дал указание «…продолжить работу над всеми видами атомного оружия, включая так называемую водородную или сверхбомбу».
Разработка термоядерного оружия становилась всё более приоритетной для Советского Союза.
26 февраля 1950 года Совет министров СССР принял постановление № 827—303 «О работах по созданию РДС-6», которым был установлен срок изготовления первого экземпляра изделия РДС-6с — 1954 год. Научным руководителем разработки был назначен Ю. Б. Харитон, а его заместителями — И. Е. Тамм и Я. Б. Зельдович.
Весной 1950 года физики-ядерщики — И. Тамм, А. Сахаров и Ю. Романов переехали на «объект» в КБ-11 (Саров), где начали интенсивную работу над созданием водородной бомбы.
Расчёты для РДС-6с/«Слойка» выполнялись под руководством А. Тихонова и К. Семендяева на ЭВМ «Стрела». Поскольку надёжность ЭВМ первого поколения была невысока, то каждый расчёт проводился дважды, иногда проводился и контрольный третий расчёт. При этом отбраковывались те или иные схемы конструкций зарядов и первоначальные оценки существенно корректировались.
Государственная комиссия под председательством И. В. Курчатова, проведя анализ результатов генеральной репетиции и доложив свои соображения правительству, приняла решение провести испытания первой водородной бомбы 12 августа 1953 года в 7 часов 30 минут местного времени.

## Испытание
Операцию по сборке заряда проводили Н. Л. Духов, Д. А. Фишман, Н. А. Терлецкий под руководством Ю. Б. Харитона и в присутствии И. В. Курчатова. Подготовка системы автоматики осуществлялась В. И. Жучихиным и Г. А. Цырковым. В работах принимали участие А. Д. Захаренков и Е. А. Негин.
Снаряжение заряда капсулами-детонаторами после подъёма его на башню осуществлялось А. Д. Захаренковым и Г. П. Ломинским под руководством К. И. Щёлкина и в присутствии А. П. Завенягина.
На Семипалатинском полигоне тем временем шла интенсивная подготовка опытного участка, на котором располагались различные постройки, регистрирующая аппаратура, военная техника и другие объекты. Было подготовлено:
- 1300 измерительных, регистрирующих и киносъёмочных приборов;
- 1700 различных индикаторов;
- 16 самолётов;
- 7 танков;
- 17 орудий и миномётов.

В общей сложности на поле имелось 190 различных сооружений. В этом испытании впервые были применены вакуумные заборники радиохимических проб, автоматически открывавшиеся под действием ударной волны. Всего к испытаниям РДС-6с было подготовлено 500 различных измерительных, регистрирующих и киносъёмочных приборов, установленных в подземных казематах и прочных наземных сооружениях. Авиационно-техническое обеспечение испытаний — измерение давления ударной волны на самолёт, находящийся в воздухе в момент взрыва изделия, забор проб воздуха из радиоактивного облака, аэрофотосъёмка района и другое — осуществлялось специальной лётной частью. Подрыв бомбы осуществлялся дистанционно, подачей сигнала с пульта, который находился в бункере.
Было решено произвести взрыв на стальной башне высотой 40 м, заряд был расположен на высоте 30 м. Радиоактивный грунт от прошлых испытаний был удалён на безопасное расстояние, специальные сооружения были отстроены на своих же местах на старых фундаментах, в 5 м от башни был сооружён бункер для установки разработанной в ИХФ АН СССР аппаратуры, регистрирующей термоядерные процессы.
Сигнал на подрыв был подан в 7:30 утра 12 августа 1953 года. Горизонт озарила ярчайшая вспышка, которая слепила глаза даже через тёмные очки. Мощность взрыва составила 400 кт, что в 20 раз превысило энерговыделение первой атомной бомбы. Советский физик Ю. Харитон, проанализировав испытание, заявил, что на долю синтеза приходится около 15—20 %, остальная энергия выделилась за счёт расщепления U-238 быстрыми нейтронами. В бомбе РДС-6с впервые было использовано «сухое» термоядерное горючее, что являлось серьёзным технологическим прорывом.
По результатам испытаний в радиусе 4 км кирпичные здания были полностью разрушены, на расстоянии 1 км ж/д мост со 100-тонными пролётами был отброшен на 200 м.
Уровень радиации в облаке на высоте 3000 м после 20 минут: 5,4 Р/ч, на высоте 4000—5000 м после 1 часа 04 минут: 9 Р/ч, на высоте 8000 м после 33 минут: 360 Р/ч, на высоте 10000 м после 45 минут: 144 Р/ч, длина полосы загрязнения с дозой свыше 1 Р после 30 минут составляла 400 км, ширина 40—60 км, на следующий день полоса длиной 480 км, шириной 60 км имела 0,01 Р/ч. Радиоактивное облако через 3 часа после взрыва, размерами 100 на 200 км, разделилось на 3 части, первая двигалась в направлении к озеру Байкал, здесь доза радиации не превышала 0,5 Р, средняя часть пошла в направлении Омска, максимальная доза составляла не более 0,2 Р, самая нижняя часть облака пошла по малому кругу вокруг Алтайского края в направлении Омска, Караганды и так далее. Максимальная доза в данном случае не превышала 0,01 Р.

## Значение
Испытание РДС-6с показало, что СССР впервые в мире создал компактное (бомба помещалась в бомбардировщик Ту-16) термоядерное изделие огромной разрушительной мощности. К тому времени США «имели в наличии» испытание термоядерного устройства размером с трёхэтажный дом. Советский Союз заявил, что тоже обладает термоядерным оружием, но в отличие от Соединённых Штатов, их бомба полностью готова и может быть доставлена стратегическим бомбардировщиком на территорию противника. Американские эксперты оспаривали это заявление, основываясь на том, что советская бомба являлась не «настоящей» водородной бомбой, так как сконструирована не по схеме радиационной имплозии (схема «Теллера — Улама»). Однако до 1954 года в арсенале у США не имелось транспортабельных термоядерных бомб.
После успешного испытания многие конструкторы, исследователи и производственники были награждены орденами и медалями. Главный идеолог первой водородной бомбы, А. Д. Сахаров, сразу стал академиком АН СССР. Ему было присвоено звание Героя Социалистического Труда и лауреата Сталинской премии. Звание Героя Социалистического Труда во второй раз было присвоено Ю. Б. Харитону, К. И. Щёлкину, Я. Б. Зельдовичу и Н. Л. Духову. Звание Героя Социалистического Труда также было присвоено М. В. Келдышу, который осуществлял математическое обеспечение работ по созданию водородной бомбы.
Схема «Слойка», однако, не имела перспектив масштабирования мощности взрыва свыше мегатонны. Испытания «Иви Майк» в США в ноябре 1952 года доказали, что мощность водородного взрыва, произведённого по определённой схеме, может превысить несколько мегатонн. 1 марта 1954 года во время испытаний «Кастл Браво» США произвели взрыв бомбы, собранной по двухступенчатой схеме Теллера — Улама, и получили мощность взрыва в 15 мегатонн. СССР удалось разгадать секрет схемы к 1954 году и провести испытания мегатонной бомбы РДС-37, созданной по схеме Теллера — Улама, 22 ноября 1955 года на Семипалатинском испытательном полигоне. Как и в РДС-6с, в качестве термоядерного горючего использовался дейтерид лития-6.